# Alexis Olivera
Miguel Alexis Olivera (General Alvear, Mendoza, Argentina, 28 de enero de 1983) es un futbolista argentino. Juega de delantero y actualmente está jugando en el Club Atlético Palito.

## Clubes
| Club                | País      | Año       |
| ------------------- | --------- | --------- |
| Los Andes           | Argentina | 2002-2004 |
| Puerto Belgrano     | Argentina | 2005      |
| Alumni              | Argentina | 2005-2006 |
| Douglas Haig        | Argentina | 2006-2007 |
| Deportivo Cuenca    | Ecuador   | 2007-2009 |
| Racing (C)          | Argentina | 2009      |
| Atlético de Rafaela | Argentina | 2009-2010 |
| Racing (C)          | Argentina | 2010-2011 |
| Manta FC            | Ecuador   | 2011      |
| Talleres (C)        | Argentina | 2011-2013 |
| Temperley           | Argentina | 2013      |

## Palmarés

### Campeonatos nacionales
| Título             | Club         | País      | Año     |
| ------------------ | ------------ | --------- | ------- |
| Torneo Argentino A | Talleres (C) | Argentina | 2012-13 |